# King and Queen Court House
King and Queen Court House é uma Região censo-designada localizada no estado norte-americano da Virgínia, no Condado de King and Queen.

## Demografia
Segundo o censo norte-americano de 2010, a sua população era de 85 habitantes.